# مجاهد حسن غالب
مجاهد حسن غالب (1925 - 16 مارس 1995) عسكري وسياسي ومؤلف يمني ولد في قرية بني قيس، في مديرية بني مطر, في محافظة صنعاء, وتوفي ودفن في مدينة صنعاء. منحه الرئيس جمال عبد الناصر وسام الجمهورية

## حياته
تعيَّن ضابطًا إداريًّا في الجيش المظفر, واتصل بالثوار المناهضين للنظام الملكي في اليمن, وتعاون مع أخيه محمد حسن على توزيع صحيفة صوت اليمن التي كان يصدرها الثوار في مدينة عدن, وساهم في ثورة الدستور عام 1948 رئيسًا لخلية عسكرية، وممثلاً شخصيًّا لقائد الجناح العسكري جمال جميل, وقد احتل أثناء هذه الثورة قصر دار السعادة أحد قصور الإمام يحيى حميد الدين بسرية كانت تحت قيادته. 
| رثاه عدد من الشعراء؛ منهم الشاعر (حسين محسن الجبري) بقصيدة قال فيها: السابقون الأوائـــلْ الشامخون رؤوس اشُمُّ الأنوف رجــالٌكم شيَّع الشعب منهم بهم فقدنا رمــوزًا عاشوا الميامين حقًّاوللطغاة سجــون سجَّانها لا يبالـي سيَّافها ليــس إلاّ والعسكري بليــدٌ وللإمام المفــدّى حدَّة النصر ردّي فقلعة القصر صنعاهذا المجاهد ولَّـى قد كان فيها نزيلاً | رثاه عدد من الشعراء؛ منهم الشاعر (حسين محسن الجبري) بقصيدة قال فيها: السابقون الأوائـــلْ الشامخون رؤوس اشُمُّ الأنوف رجــالٌكم شيَّع الشعب منهم بهم فقدنا رمــوزًا عاشوا الميامين حقًّاوللطغاة سجــون سجَّانها لا يبالـي سيَّافها ليــس إلاّ والعسكري بليــدٌ وللإمام المفــدّى حدَّة النصر ردّي فقلعة القصر صنعاهذا المجاهد ولَّـى قد كان فيها نزيلاً | رثاه عدد من الشعراء؛ منهم الشاعر (حسين محسن الجبري) بقصيدة قال فيها: السابقون الأوائـــلْ الشامخون رؤوس اشُمُّ الأنوف رجــالٌكم شيَّع الشعب منهم بهم فقدنا رمــوزًا عاشوا الميامين حقًّاوللطغاة سجــون سجَّانها لا يبالـي سيَّافها ليــس إلاّ والعسكري بليــدٌ وللإمام المفــدّى حدَّة النصر ردّي فقلعة القصر صنعاهذا المجاهد ولَّـى قد كان فيها نزيلاً | السيرة الذاتية |

## سجنه
قبض عليه عقب فشل ثورة الدستور مع أخيه محمد حسن وسجنا ثماني سنوات، وأفرج عنه سنة 1375 هـ / 1955؛ فانتقل إلى مدينة الحديدة, وعمل فيها في مناصب عديدة في الأمن والبلدية، ومديرًا للميناء، ثم عاد إلى مدينة صنعاء, وتعيّن فيها كاتبًا للأمن العام، وساهم في قيام ثورة 26 سبتمبر التي أطاحت بالحكم الإمامي الملكي سنة 1382 هـ / 1962م كممثل للجناح العسكري للثورة الدستورية.
ثم تعيّن سكرتيرًا لقائد الثورة الجمهورية المشير عبد الله السلال, ثم مديرًا لمكتبه، ورافقه في كثير من زياراته الخارجية، والتفقدية الداخلية، ثم تعيّن وزيرًا متفرغًا للتنسيق بين اليمن ومصر, ثم وزيرًا مفوضًا في السفارة اليمنية في القاهرة, وسجن في السجن الحربي في مصر مع الوفد اليمني أيام حكم الرئيس عبد الله السلال, وقد جدد تعيينه ثانية وزيرًا مفوضًا للسفارة اليمنية في القاهرة، ثم تعيّن قائمًا بالأعمال في السفارة اليمنية في الصومال بدرجة سفير، ثم عاد إلى اليمن, وعمل مديرًا عامًّا للشئون المالية والإدارية في وزارة الخارجية، ثم مفتشًا عامًّا في نفس الوزارة.

## مؤلفاتة
- ثورة اليمن الدستورية. بالاشتراك مع المشير عبد الله السلال والعقيد حسين عنبة والعميد حسين الدفعي. صدر عن مركز الدراسات والبحوث اليمني في مدينة صنعاء، ودار الآداب في مدينة بيروت سنة 1405هـ/1985م.